# جيم رايلي (لاعب كرة قدم أمريكية)
جيم رايلي (بالإنجليزية: Jim Riley)‏ هو لاعب كرة قدم أمريكية أمريكي، ولد في 6 يوليو 1945 في غالفستون في الولايات المتحدة.

## وصلات خارجية
- جيم رايلي على موقع مرجع كرة القدم المحترفة.كوم (الإنجليزية)